# Jerzy Bożyk (żużlowiec)
Jerzy Bożyk (ur. 15 stycznia 1952, zm. 25 sierpnia 2016) – polski żużlowiec.
Licencję zawodniczą otrzymał w 1970 roku. Przez cały okres kariery zawodniczej bronił barw klubu z Częstochowy, w którego barwach zdobył Drużynowe Mistrzostwo Polski w 1974 roku. W latach 70. XX wieku był członkiem młodzieżowej kadry Polski oraz dwukrotnym brązowym medalistą Memoriału im. Bronisława Idzikowskiego i Marka Czernego (1972-1973).

W dniu 30 maja 1974 roku był uczestnikiem wypadku samochodowego, w którym zginął m.in. jego kolega z drużyny, Zygmunt Gołębiowski. Bożyk został uznany za winnego śmierci pasażerów.

Po śmierci został pochowany na cmentarzu św. Rocha w Częstochowie.